# Isabellakrombek
Isabellakrombek (Sylvietta isabellina) är en mycket liten och kortstjärtad fågel i familjen afrikanska sångare inom ordningen tättingar. Den förekommer i törnbuskmarker i nordöstra Afrika. Beståndet anses vara livskraftigt.

## Utseende och läte
Isabellakrombek är en mycket liten (9,5 cm) ljusgrå tätting med lång och något nedåtböjd näbb samt likt övriga krombekar med stubbad stjärt. Hjässan och ovansidan är ljusgrå, med ett smalt vitt ögonbrynsstreck ovanför ett tydligt mörkt ögonstreck samt ljusgrå kinder och örontäckare. Vingovansidan är gråbrun med ljusare fjäderkanter. Undersidan är mestadels beigevit med mer gulbrun ton på flankerna. Ögat är brunt, näbben svartaktig och benen ljus- eller skärbruna. Sången består av en upprepad serie som i engelsk litteratur återges "tichit-tichit-tiri-chirichiri chirichiri".

## Utbredning och systematik
Fågeln lever i Etiopien, Somalia och norra Kenya. Den behandlas som monotypisk, det vill säga att den inte delas in i några underarter.

### Familjetillhörighet
Tidigare placerades krombekarna i den stora familjen Sylviidae, men DNA-studier har avslöjat att denna är parafyletisk gentemot andra fågelfamiljer som lärkor, svalor och bulbyler. Sylviidae har därför delats upp i ett antal mindre familjer, däribland den nyskapade familjen afrikanska sångare där krombekarna ingår, men även långnäbbarna i Macrosphenus samt de udda sångarna damarasångare, mustaschsångare, fynbossångare och stråsångare.

## Levnadssätt
Isabellakrombeken bebor törnbuskmarker, ofta utmed vattendrag. Den föredrar akacior eller andra höga träd. Fågeln ses födosöka enstaka eller i par i busktoppar eller lågt i trädtoppar på jakt efter insektslarver och deras ägg samt spindlar.

### Häckning
Häckning har konstaterats i mars i Etiopien, april i Somalia och i juni i Kenya. Det flaskformade boet som hängs från en kvist är dekorerat med spindelväv och växtdun. Däri lägger den två till tre ägg.

## Status och hot
Arten har ett stort utbredningsområde och en population med stabil utveckling och tros inte vara utsatt för något substantiellt hot. Utifrån dessa kriterier kategoriserar internationella naturvårdsunionen IUCN arten som livskraftig (LC).

## Taxonomi och namn
Isabellakrombeken beskrevs taxonomiskt som art av den amerikanske ornitologen Daniel Giraud Elliot 1897. Artens svenska och vetenskapliga namn syftar på färgnyansen isabell, gulvitt till smutsgult. Färgen sägs ha fått sitt namn efter den spanska prinsessan Isabella, Filip II:s dotter. Då Isabellas gemål ärkehertig  Albrekt av Österrike belägrade Ostende, ska hon ha lovat att inte byta linne förrän staden hade intagits. Då belägringen varade tre år (1601–1604) antog linnet under tiden den smutsgula färg som betecknas som isabellfärg. Samma historia berättas om drottning Isabella I av Kastilien vid Granadas belägring 1492. Benämningen är känd i svenskan sedan 1637. Krombek är försvenskning av engelska trivialnamnet för släktet Crombec, som i sin tur kommer av franska för "krumnäbb".